# Natura 2000–Naturschutzgebiet in der unteren Haseniederung
Natura 2000–Naturschutzgebiet in der unteren Haseniederung bezeichnet ein Naturschutzgebiet in den niedersächsischen Städten Meppen und Haselünne im Landkreis Emsland.
Das Naturschutzgebiet mit dem Kennzeichen NSG WE 294 ist 893,2 Hektar groß. Es ist Bestandteil des rund 2.119 Hektar großen FFH-Gebietes „Untere Haseniederung“. Das Gebiet steht seit dem 1. Juli 2017 unter Naturschutz. Zuständige untere Naturschutzbehörde ist der Landkreis Emsland.
Das Naturschutzgebiet setzt sich aus 13 Teilgebieten zusammen. Diese liegen in der Haseniederung östlich von Meppen sowie westlich, südlich und östlich von Haselünne. Die Teilgebiete sind durch das ebenfalls zum 1. Juli 2017 ausgewiesene, 1.199,18 Hektar große Landschaftsschutzgebiet „Natura 2000–Untere Haseniederung“ vernetzt.

## Hintergrund
In den Jahren 1995 bis 2002 wurde die Haseniederung zwischen Haselünne und Meppen im Rahmen des Erprobungs- und Entwicklungsvorhaben Hasetal naturnah umgestaltet. Ziel war es, die natürliche Flussdynamik wiederherzustellen und den Flusslauf und die Aue wieder in einen guten ökologischen Zustand zu versetzen. Dafür wurden auf rund 450 Hektar Fläche Deiche zurückgebaut oder zurückverlegt, Altarme, die im Zuge von Begradigungen der Hase vom Flusslauf abgetrennt worden waren, wieder an den Flusslauf angeschlossen sowie Altläufe des Flusses reaktiviert. Durch die Maßnahmen entstanden Überschwemmungsflächen, die wieder der natürlichen Flussdynamik unterliegen. Außerdem wurde der Flusslauf so verlängert.
Neben den wasserbaulichen Maßnahmen wurden auch ökologische Maßnahmen in der Flussaue ergriffen. So wurden standortfremde Gehölzbestände entfernt und durch standorttypische Laubgehölze der Flussaue ersetzt. Ackerflächen in den Überschwemmungsgebieten wurden zu Grünland und Wald umgewandelt.

## Teilgebiete des Naturschutzgebietes

### Haseschleife Wekenborg
Das Teilgebiet „Haseschleife Wekenborg“ (⊙) ist 7,64 Hektar groß. Es liegt östlich von Meppen und stellt eine artenreiche, extensiv genutzte Grünlandfläche unter Schutz. Die Grünlandfläche wird nach Westen von der Hase und nach Süden von einem Altarm der Hase begrenzt. Nach Osten grenzt sie an eine bewaldete Fläche, nach Nordosten schließen sich weitere Grünlandflächen an. Das Gebiet war seit dem 22. April 2004 als gesetzlich geschütztes Biotop gem. Bundesnaturschutzgesetz ausgewiesen.
Hier kommen Silbergras und Straußgras vor. Gewöhnliche Schafgarbe, Echtes Labkraut und Heidenelke sind zum Teil großflächig vorhanden. Daneben wachsen Weißdorngebüsche und einige alleinstehende Eichen.

### Heide im Haseknie
Das Teilgebiet „Heide im Haseknie“ (⊙) ist 5,09 Hektar groß. Es liegt südlich des Meppener Ortsteils Bokeloh und stellt einen Sandmagerrasen als Relikt einer Hutweide unter Schutz. Die Teilfläche grenzt nach Osten und Süden an die hier von Gehölzen begleitete Hase. Nach Norden schließt eine bewaldete Fläche, nach Westen eine landwirtschaftliche Nutzfläche an. Das Gebiet war seit dem 15. Januar 2004 als gesetzlich geschütztes Biotop gem. Bundesnaturschutzgesetz ausgewiesen.
Im Bereich des Sandmagerrasens siedeln Silbergras und Straußgras sowie Heidenelke und Ähriger Ehrenpreis. Teile der Fläche sind auch als Sandheide mit Besenheide und Ginster ausgeprägt.

### Haseinsel und Hasealtarme
Das Teilgebiet „Haseinsel und Hasealtarme“ (⊙ und ⊙) ist 40,18 Hektar groß. Es besteht aus zwei östlich des Meppener Ortsteils Bokeloh liegenden Teilflächen und stellt zwei Altarme der Hase und angrenzende Flächen unter Schutz. Die Teilflächen liegen überwiegend in bewaldeten Bereichen und grenzen an weitere bewaldete Flächen. Die östlich liegende Teilfläche beinhaltet auch eine Grünlandfläche und bildete teilweise das zum 13. Januar 1940 ausgewiesene Naturschutzgebiet „Hase-Insel und Hase-Altarm“.
Entlang beider Altarme sind nach Norden Prallufer ausgeprägt, die zum Teil sehr steil ansteigen und in ein Dünengelände übergehen. Die Waldgesellschaften sind strukturreich und als bodensaure Eichenwälder mit Stieleiche ausgeprägt. In den Altarmen hat sich artenreiche Vegetation mit Froschkraut, Krebsschere und Froschbiss ausgebildet.

### Huteweiden bei Groß Dörgen
Das Teilgebiet „Huteweiden bei Groß Dörgen“ (⊙ und ⊙) ist 60,04 Hektar groß. Es liegt in etwa zwischen den Meppener Ortsteil Bokeloh und dem Haselünner Ortsteil Lehrte und besteht aus zwei Teilflächen. Sie bestehen aus weitläufigen Sandmagerrasenflächen als Relikt von Hutweiden, teilweise mit Übergängen zu mesophilem Grünland. Die Flächen grenzen teilweise an die Hase bzw. bewaldete Flächen, stellenweise schließen sich landwirtschaftliche Nutzflächen an. An den Übergängen zu den landwirtschaftlichen Nutzflächen sind vielfach Gehölze bzw. Gehölzinseln zu finden. Das Gebiet war seit dem 24. Januar 2002 als gesetzlich geschütztes Biotop gem. Bundesnaturschutzgesetz ausgewiesen.
Im Bereich der Sandmagerrasen siedeln Silbergras und Straußgras. Teilweise findet sich Gehölzaufwuchs. Weiterhin sind nährstoffarme Kleingewässer zu finden, in denen Froschkraut siedelt. Die Waldbereiche sind als bodensaure Eichenwälder mit Stieleiche ausgeprägt.

### E+E-Gebiet Hasetal
Das Teilgebiet „E+E-Gebiet Hasetal“ (⊙) ist mit 322,38 Hektar das größte Teilgebiet des Naturschutzgebietes. Es erstreckt sich entlang der Hase zwischen den westlich von Haselünne liegenden Ortsteilen Huden und Bückelte bis etwas unterhalb der Mündung der Mittelradde in die Hase sowie entlang der Mittelradde bis etwas unterhalb der Straßenbrücke der B 402. Neben den Flussläufen beinhaltet das Naturschutzgebiet die angrenzenden Grünländer sowie weitere Flächen. Die Grünländer werden extensiv als Wiese und Weide genutzt. Sie sind teilweise durch Gehölze gegliedert bzw. begrenzt. Teile des Schutzgebietes werden von feuchten Hochstaudenfluren sowie Auwaldbereichen eingenommen. Stellenweise sind Altarme und Stillgewässer zu finden. Zwei frühere Altarme wurden wieder an den Lauf der Hase angeschlossen und bilden zwei neue Flussschleifen. In diesem Bereich ist der früher begradigte Flusslauf zu Altarmen geworden. Das Teilgebiet des Naturschutzgebietes grenzt überwiegend an landwirtschaftliche Nutzflächen. Im Nordosten grenzt es an das frühere Naturschutzgebiet „Lahrer Moor“.

### Lahrer Moor

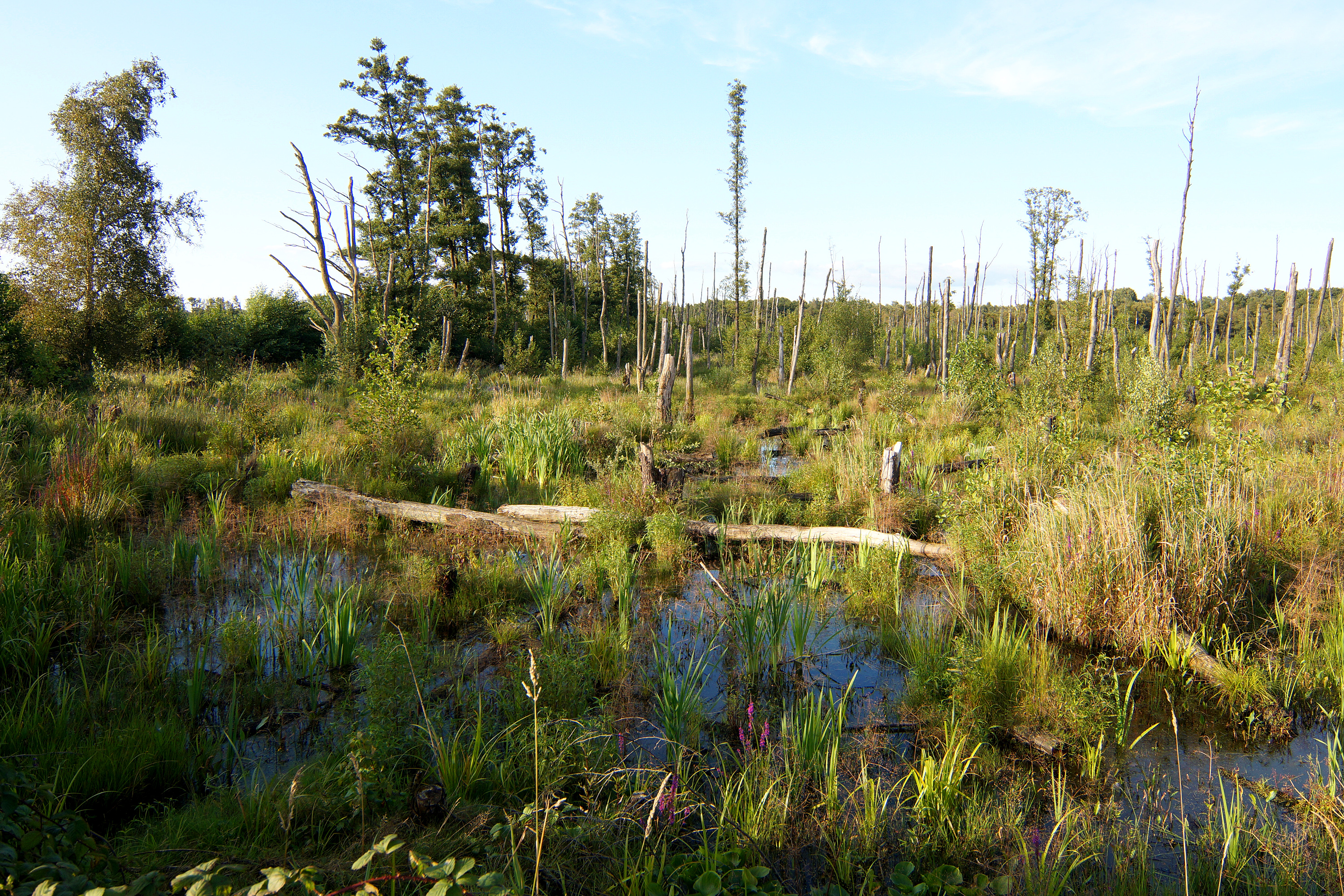
Lahrer Moor

Das Teilgebiet „Lahrer Moor“ (⊙) ist 20,82 Hektar groß. Es entspricht dem bisherigen, 1932 ausgewiesenen Naturschutzgebiet „Lahrer Moor“. Das Teilgebiet liegt nordwestlich von Haselünne und stellt einen verlandenden See mit umgebenden Niedermoorflächen unter Schutz. In dem Teilgebiet sind zwei offene Wasserflächen vorhanden, die größtenteils von Bruchwald umgeben sind. Das Naturschutzgebiet wird nach Westen von Entwässerungsgräben begrenzt, über die es zur Mittelradde entwässert wurde. In den 1990er-Jahren wanderte der Biber von der Hase kommend in das Gebiet ein. Durch seine Bautätigkeit wurden Gräben, die das Gebiet entwässerten, verschlossen, woraufhin in der Folge der Wasserstand wieder anstieg und das Gebiet zunehmend vernässte. Das Niedermoorgebiet entwickelt sich zunehmend naturnah. Neben anderen Pflanzen sind Krebsschere und Sumpfcalla hier heimisch. In den 2010er-Jahren kehrte auch die Rohrdommel in das Gebiet zurück.
Das Gebiet grenzt im Norden und Süden an bewaldete Flächen und ist ansonsten von landwirtschaftlich genutzten Flächen umgeben. Im Süden grenzt es auch direkt an die Wohnbebauung des Haselünner Ortsteils Lahre.

### Hammer und Wester Schleife
Das Teilgebiet „Hammer und Wester Schleife“ (⊙) ist 98,28 Hektar groß. Es liegt südwestlich von Haselünne am rechten Ufer der Hase. Es wird großflächig von extensiv genutztem Grünland geprägt. Stellenweise sind flache Stillgewässer und kleine Gehölzinseln zu finden. Teile der Flächen, die der natürlichen Flussdynamik unterliegen, wurden im Rahmen des Erprobungs- und Entwicklungsprojektes in der Haseniederung zu Sandmagerrasen entwickelt. Nach Norden schließen sich landwirtschaftliche Nutzflächen an das Teilgebiet an. Im Osten grenzt es an das Teilgebiet „Muhne“, das sich auf der linken Seite der Hase befindet. Die Hammer Schleife war zuvor als Landschaftsschutzgebiet ausgewiesen.

### Hasealtarm Wester
Das Teilgebiet „Hasealtarm Wester“ (⊙) ist 2,58 Hektar groß. Es entspricht dem bisherigen, 1937 ausgewiesenen Naturschutzgebiet „Hasealtarm bei Wester“ und stellt einen verlandenden Altarm mit offenen Wasserflächen, Verlandungszonen und Bruchwald unter Schutz. Im Süden des Altarms ist ein Prallhang ausgeprägt. Das Teilgebiet grenzt an bewaldete Flächen und umschließt eine Grünlandfläche.

### Muhne
Das Teilgebiet „Muhne“ (⊙) ist 45,02 Hektar groß. Es entspricht dem bisherigen, 1940 ausgewiesenen Landschaftsschutzgebiet. Das Gebiet liegt südwestlich von Haselünne am linken Ufer der Hase. Es stellt Auwaldbereiche und Eichenwälder mit eingestreuten Grünlandflächen, einem Altarm der Hase sowie kleinen Stillgewässern unter Schutz. Im Norden quert die Kreisstraße 270 als Teil der westlich von Haselünne liegenden Umgehungsstraße das Schutzgebiet. Der nördlich der Kreisstraße liegende Teil wird von einem Trockenrasen mit Silbergras, Straußgras und Wacholderbüschen geprägt.

### Koppelwiesen
Das Teilgebiet „Koppelwiesen“ (⊙) ist 119,7 Hektar groß. Es entspricht dem zum 2. Dezember 1989 ausgewiesenen, bisherigen Naturschutzgebiet „Koppelwiesen“. Das Teilgebiet liegt direkt westlich von Haselünne und stellt einen Feuchtwiesenkomplex unter Schutz, an den sich Sumpf- und Moorflächen mit Bruchwald anschließen. Die Wiesen werden überwiegend als Mähwiese genutzt. Im Südwesten schließt mit dem „Hammer Sand“ eine überwiegend bewaldete Dünenlandschaft an das Gebiet an. Nach Osten grenzt es an die Kreisstraße 223 als Teil der westlichen Ortsumgehung von Haselünne.
Die Feuchtwiesen werden von Sumpfstaudenfluren mit Binsen und Röhrichten dominiert. Hier siedeln u. a. Fadenbinse und Fadensegge. Das Gebiet ist Lebensraum von Wiesenvögeln, darunter Bekassine und Uferschnepfe.

### Haselünner Kuhweide

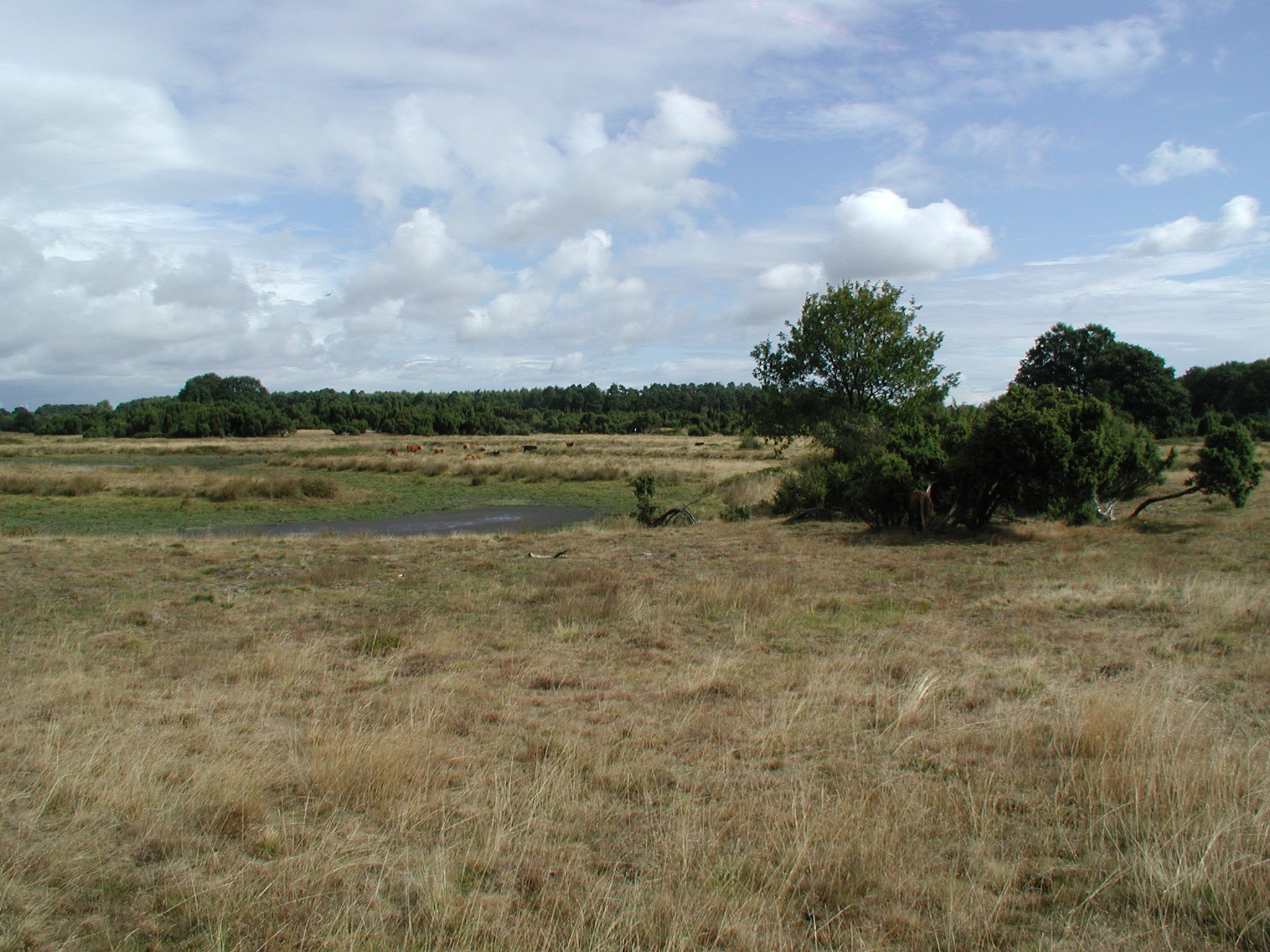
Haselünner Kuhweide

Das Teilgebiet „Haselünner Kuhweide“ (⊙) ist 71,45 Hektar groß. Es entspricht dem zum 13. November 1999 ausgewiesenen, gleichnamigen Naturschutzgebiet. Das Gebiet liegt südlich von Haselünne in einer Haseschleife und stellt großflächige Magerrasenbestände, Wacholderheiden und Feuchtgrünländer unter Schutz. Teile des Gebietes sind Relikte einer früheren Hutweide. Heute wird das Gebiet zur Pflege mit Schottischen Hochlandrindern und Tarpanpferden beweidet.
Die Magerrasenbestände sind teilweise als artenreiche Borstgrasrasen ausgeprägt. Daneben sind Grasflächen mit Silbergras und Straußgras und Sandheiden mit Besenheide und Ginster zu finden, außerdem u. a. Heidenelke und Echtes Labkraut. Im Gebiet sind auch Reste von Altarmen der Haase zu finden, die als Stillgewässer mit Laichkraut- und Froschbissgesellschaften ausgeprägt sind. Stellenweise wurde Froschkraut nachgewiesen.
Der Bereich um einen Altarm im Osten des Teilgebietes ist bewaldet. Direkt östliche des Schutzgebietes befindet sich ein Campingplatz.

### Negengehren
Das Teilgebiet „Negengehren“ (⊙) ist 50,43 Hektar groß. Es liegt südöstlich von Haselünne im Niederungsbereich der Hase und stellt ein Feuchtwiesengebiet unter Schutz. Das Gebiet, das zuvor zum 12. März 1988 als gleichnamiges Naturschutzgebiet ausgewiesen war, ist durch zahlreiche Hecken gegliedert. Das Gebiet grenzt überwiegend an landwirtschaftliche Nutzflächen, von denen es durch Wirtschaftswege getrennt ist.

### Hasewiesen bei Eltern
Das Teilgebiet „Hasewiesen bei Eltern“ (⊙) ist 49,83 Hektar groß. Es liegt südöstlich des Haselünner Ortsteils Eltern am rechten Ufer der Hase und stellt einen großen, extensiv genutzten Grünlandkomplex unter Schutz. Teile des Gebietes liegt im Überflutungsbereich der Hase. Die Grünlandflächen werden überwiegend als Mähwiesen genutzt. Teilweise dienen sie auch als Weide. In den Grünlandflächen sind mehrere Stillgewässer angelegt, die sich naturnah entwickeln können. Das Gebiet grenzt im Norden an einen Altarm der Hase und wird im Westen von einer öffentlichen Straße begrenzt.

## Naturerlebnis- und Informationspfade
In den Teilgebieten des Naturschutzgebietes gibt es mehrere Naturerlebnis- und Informationspfade.
Durch das Teilgebiet „E+E-Gebiet Hasetal“ verläuft ein überwiegend die Hase begleitender Weg, der als Rad- und Wanderweg ausgebaut ist. Entlang des Weges wurden mehrere Informationstafeln über das Erprobungs- und Entwicklungsvorhaben Hasetal aufgestellt. Weiterhin befindet sich hier ein Aussichtsturm, von dem aus dieser Abschnitt der Haseniederung überblickt werden kann.
Durch das Teilgebiet „Haselünner Kuhweide“ verläuft ein etwa 3,6 Kilometer langer Naturerlebnispfad, der über eine Querverbindung auch abgekürzt werden kann. Entlang des Weges befinden sich mehrere Informationstafeln.
Am Rand des Teilgebietes „Hasewiesen bei Eltern“ befindet sich ein Natur- und Gewässererlebnispfad, der u. a. den Biber zum Thema hat. Ein Teil des Weges verläuft über den zurückverlegten Deich. Von hier kann der wieder der natürlichen Gewässerdynamik unterliegende Grünlandbereich in der Haseniederung überblickt werden. Außerdem gibt es an dem Erlebnispfad eine Aussichtsplattform.